# Alejandra Paola Pérez López
Alejandra Paola Pérez López (9 de julio de 1998) es una deportista venezolana que compite en atletismo adaptado. Ganó dos medallas en los Juegos Paralímpicos de Verano, bronce en Tokio 2020 y plata en París 2024.

## Palmarés internacional
| Juegos Paralímpicos | Juegos Paralímpicos | Juegos Paralímpicos | Juegos Paralímpicos |
| Año                 | Lugar               | Medalla             | Prueba              |
| ------------------- | ------------------- | ------------------- | ------------------- |
| 2020                | Tokio (Japón)       | Medalla de bronce   | 400 m T12           |
| 2024                | París (Francia)     | Medalla de plata    | 200 m T12           |